# Nipponiella simplex
Nipponiella simplex är en kvalsterart som först beskrevs av Aoki 1966.  Nipponiella simplex ingår i släktet Nipponiella och familjen Cosmochthoniidae. Inga underarter finns listade i Catalogue of Life.